# Lufengosaurus
Lufengosaurus („ještěr z Lu-Fengu“) byl rod středně velkého prosauropoda (či spíše sauropodomorfa) patřícího do čeledi Massospondylidae. Žil v období rané jury, před asi 195 miliony lety, na území současné Číny.

## Popis

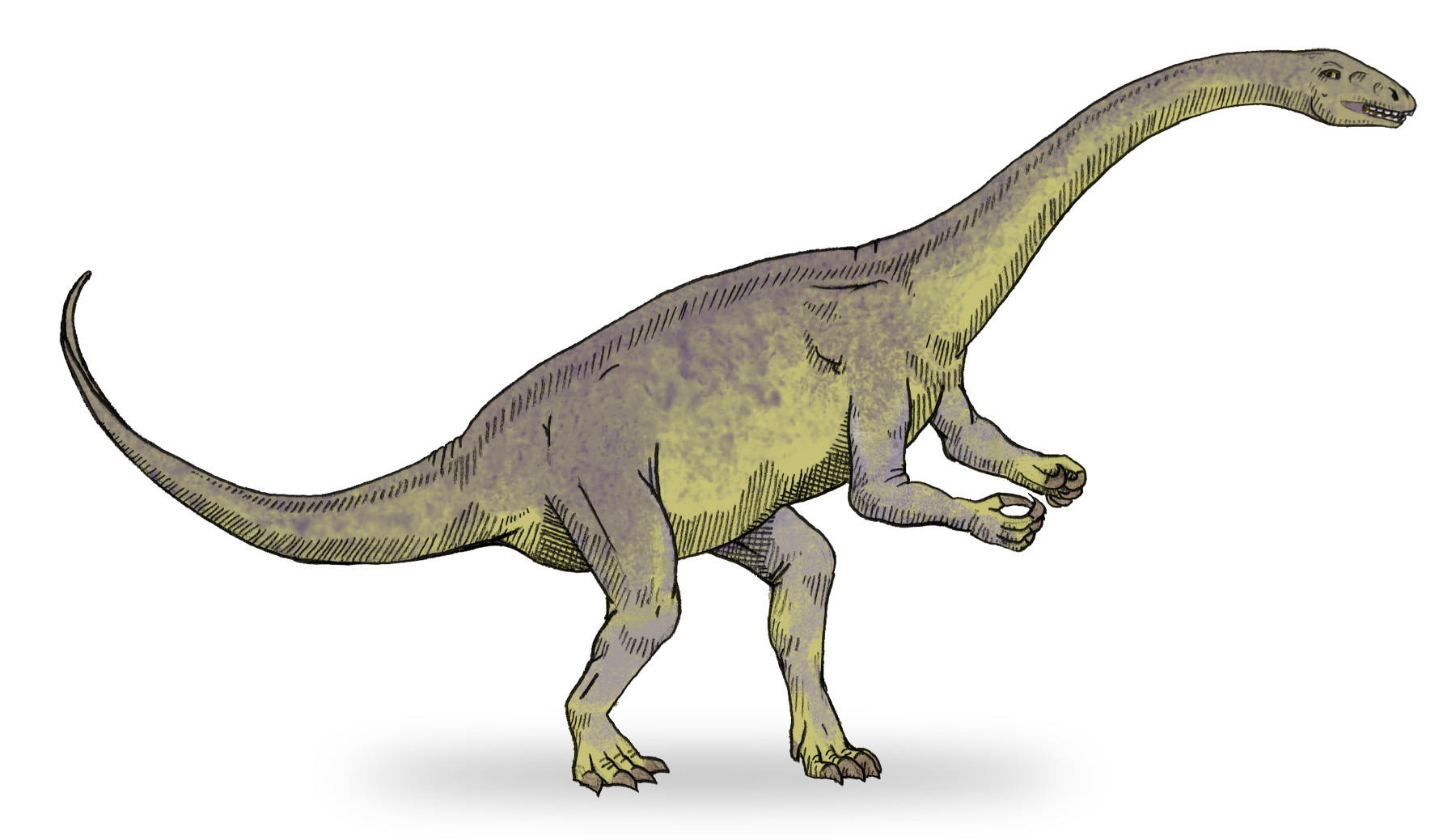
Lufengosaurus, rekonstrukce vzezření

V sedimentech geologického souvrství Lu-feng, kde byl nalezen, jsou objevy fosiií dinosaurů velmi časté. V Číně je tento rod jedním z nejznámějších dinosaurů. Byl to býložravec, někteří vědci se domnívají, že se jednalo o všežravce, protože měl neobvykle tvarované zuby. Když byly v jeho těle objeveny gastrolity, ukázalo se, že byl spíše býložravý. 
Na délku měřil až 9 metrů a jeho maximální hmotnost činila podle odhadů kolem 1,7 až 2,3 tuny. Běžně velké exempláře však dosahovaly délky asi 6,2 metru. Měl relativně dlouhý a štíhlý krk a malou hlavu o délce kolem 25 cm. Na předních tlapách měl, jako jiní prosauropodi, velký dráp. K jeho blízkým příbuzným patřil rod Massospondylus.
Jak ukazují novější výzkumy, také dinosaurus známý jako Gyposaurus sinensis by měl ve skutečnosti nejspíš představovat mladší synonymum druhu Lufengosaurus huenei.

## Měkké tkáně a patologie
Tým vědců v roce 2013 oznámil objev měkkých tkání (organického materiálu) ve fosiliích embryí lufengosaura. Jedná se o vůbec nejstarší známé organické komponenty, objevené ve fosiliích obratlovce (o stáří kolem 195 milionů let). V roce 2017 bylo oznámeno, že v žebru lufengosaura o stáří 195 milionů let byla objevena původní měkká tkáň, což posouvá rekord ve stáří podobných struktur o desítky milionů let do minulosti. V roce 2018 byla publikována studie, popisující osteomyelitidu a absces u jedince lufengosaura, kousnutého zřejmě větším teropodem.
Výzkum dentice embryí lufengosaurů ukázal, že se jejich zuby formovaly velmi brzy a byly prakticky plně vyvinuté již v době líhnutí. Multidisciplinární výzkum také doložil, že lufengosauři velmi pravděpodobně krmili svá mláďata a pečovali o ně.

## V populární kultuře
Lufengosaurus se stal prvním dinosaurem, který se dostal na poštovní známku. Stalo se tak 15. dubna 1958 u příležitosti slavnostního odhalení jeho smontované kostry.